# خفاشان شامگاهی
خفاشان شامگاهی یا خفاشان ناهیدی نام گونه‌های مختلف یک تیره (خانواده) از خفاش‌سانان به نام خفاش‌ناهیدیان (به لاتین: Vespertilionidae) است.